# Tordenc gorjablanc
El tordenc gorjablanc (Argya gularis) és un ocell de la família dels leiotríquids (Leiothrichidae).

## Hàbitat i distribució
Habita planures àrides amb matolls, a l'oest, centre i sud de Myanmar.